# Aynard Guigues de Moreton
Aynard Guigues de Moreton, X Marqués de Chabrillan  (Cannes, 16 de enero de 1869 - París, 8 de enero de 1950) fue un noble francés y pretendiente al trono de Mónaco entre 1949 y 1950.

## Biografía
Aynard Guigues de Moreton nació en Cannes, en el departamento de Alpes Marítimos, Francia, el 16 de enero de 1869, siendo hijo de Fortunato Guigues de Moreton, IX Marqués de Chabrillan, y de la princesa María Francisca de Croÿ. Sus derechos sobre el trono de Mónaco, derivaban de su abuela paterna, Josefina de La Tour-du-Pin, quién era hija de René de La Tour-du-Pin, VIII Marqués de La Charce, y de la princesa María Camila de Mónaco (hija del príncipe José de Mónaco y de María Teresa de Choiseul).
El 17 de octubre de 1893 contrajo matrimonio con Felicitas de Lévis-Mirepoix (17 de diciembre de 1874 - 25 de noviembre de 1948), hija de Adrián, Conde de Lévis-Mirepoix y de Ghislaine de Beauffort. Fruto de este matrimonio nacieron tres hijos:
- Ana María Guigues de Moreton (1894-1983). Contrajo matrimonio en 1919 con Armando de Caumont, conde de La Force (1881-1950), hijo de Oliver de Caumont, XII Duque de La Force, y de su esposa, Blanca de Maillé de La Tour-Landry. Armando era hermano menor de Auguste de La Force, famoso historiados miembro de la Academia Francesa. Con descendencia:
  - Juan Bernardo de Caumont, Conde de La Force (1920-1986). En 1948 contrajo matrimonio con Isabel de Castellane (1928-1991), hija de Antonio, Marqués de Castellane (hijo de María Ernesto Bonifacio Pablo, Marqués de Castellane y de la norteamericana Ana Gould) y de su esposa, Yvonne Patenôtre; con descendencia:
    - Oliver de Caumont, Conde de La Force (1949 - 2003). Casado en 2001 con Kalima Gheilane (n. en 1963); sin descendencia.
    - Isabel de Caumont, Condesa de La Force (n. en 1952). Casada en 1972 con Aymar Cécil Marie, Conde de Vincens de Causans (n. en 1948); con descendencia.
    - Cordelia de Caumont, Condesa de La Force (n. en 1955). Casada en 1976 con Emmanuel Marie Joseph Charles de Foucauld de Bodard de La Jacopière (n. en 1951): con descendencia.
    - Laurence de Caumont, Condesa de La Force (n. en 1961).
    - Xavier de Caumont, Conde de La Force (n. en 1963). Contrajo matrimonio en 1990 con Corina Bourru de Lamotte (n. en 1964); con descendencia.

  - Roberto Enrique de Caumont, Conde de La Force (n. en 1925). Contrajo matrimonio el 26 de abril de 1955 con Francisca Dior (1932-1993), sobrina de Christian Dior; luego de divorciarse, en 1960, contrajo segundas nupcias en 1969 con Irene Dauman (n. en 1921). Con descendencia de su primer matrimonio:
    - Ana María Cristina de Caumont, Condesa de La Force (1957-1978). Falleció soltera y sin descendencia.

  - Isabel Blanca de Caumont, Condesa de La Force (n. en 1927). Casada con Bernardo, VII Marqués de Harcourt (n. 1919); con descendencia:
    - Lesline de Harcourt (n. en 1947).
    - Aude de Harcourt (n. en 1949).
    - Jean de Harcourt (n. en 1952).
    - Christian de Harcourt (1954-1992)
    - Walram de Harcourt (1966-1966)
    - Alexandra de Harcourt (n. en 1972).
- Roberto Guigues de Moreton, Conde de Chabrillan (1896-1925). Soltero; sin descendencia.
- Isabel Guigues de Moreton (1897-1938). Contrajo matrimonio el 28 de junio de 1922 con Enrique de Rochechouart-Mortemart (1896-1940), nieto de Francisco de Rochechouart, Duque de Mortemart (1832-1893); sin descendencia.

## Ancestros
|  |                                                                 |  |  |  |  |  |  |  |  |  |  |  |  |  |  |  |
|  | 16. José Guigues de Moreton, VII Marqués de Chabrillan          |  |  |  |  |  |  |  |  |  |  |  |  |  |  |  |
|  |                                                                 |  |  |  |  |  |  |  |  |  |  |  |  |  |  |  |
|  |                                                                 |  |  |  |  |  |  |  |  |  |  |  |  |  |  |  |
|  | 8. Pedro Guigues de Moreton, VII Marqués de Chabrillan          |  |  |  |  |  |  |  |  |  |  |  |  |  |  |  |
|  |                                                                 |  |  |  |  |  |  |  |  |  |  |  |  |  |  |  |
|  |                                                                 |  |  |  |  |  |  |  |  |  |  |  |  |  |  |  |
|  | 17. Aglaé de Vignerot                                           |  |  |  |  |  |  |  |  |  |  |  |  |  |  |  |
|  |                                                                 |  |  |  |  |  |  |  |  |  |  |  |  |  |  |  |
|  |                                                                 |  |  |  |  |  |  |  |  |  |  |  |  |  |  |  |
|  | 4. Carlos Guigues de Moreton, VIII Marqués de Chabrillan        |  |  |  |  |  |  |  |  |  |  |  |  |  |  |  |
|  |                                                                 |  |  |  |  |  |  |  |  |  |  |  |  |  |  |  |
|  |                                                                 |  |  |  |  |  |  |  |  |  |  |  |  |  |  |  |
|  | 18. Guido Pedro Coustard                                        |  |  |  |  |  |  |  |  |  |  |  |  |  |  |  |
|  |                                                                 |  |  |  |  |  |  |  |  |  |  |  |  |  |  |  |
|  |                                                                 |  |  |  |  |  |  |  |  |  |  |  |  |  |  |  |
|  | 9. Carlota Robertina Coustard                                   |  |  |  |  |  |  |  |  |  |  |  |  |  |  |  |
|  |                                                                 |  |  |  |  |  |  |  |  |  |  |  |  |  |  |  |
|  |                                                                 |  |  |  |  |  |  |  |  |  |  |  |  |  |  |  |
|  | 19. Ana Laurencia Duvivier-Bourgogne                            |  |  |  |  |  |  |  |  |  |  |  |  |  |  |  |
|  |                                                                 |  |  |  |  |  |  |  |  |  |  |  |  |  |  |  |
|  |                                                                 |  |  |  |  |  |  |  |  |  |  |  |  |  |  |  |
|  | 2. Fortunato Guigues de Moreton, IX Marqués de Chabrillan       |  |  |  |  |  |  |  |  |  |  |  |  |  |  |  |
|  |                                                                 |  |  |  |  |  |  |  |  |  |  |  |  |  |  |  |
|  |                                                                 |  |  |  |  |  |  |  |  |  |  |  |  |  |  |  |
|  | 20. Renato de La Tour-du-Pin, Marqués de La Tour-du-Pin         |  |  |  |  |  |  |  |  |  |  |  |  |  |  |  |
|  |                                                                 |  |  |  |  |  |  |  |  |  |  |  |  |  |  |  |
|  |                                                                 |  |  |  |  |  |  |  |  |  |  |  |  |  |  |  |
|  | 10. Renato de La Tour-du-Pin, VIII Marqués de La Charce         |  |  |  |  |  |  |  |  |  |  |  |  |  |  |  |
|  |                                                                 |  |  |  |  |  |  |  |  |  |  |  |  |  |  |  |
|  |                                                                 |  |  |  |  |  |  |  |  |  |  |  |  |  |  |  |
|  | 21. Luisa Carlota de Béthune                                    |  |  |  |  |  |  |  |  |  |  |  |  |  |  |  |
|  |                                                                 |  |  |  |  |  |  |  |  |  |  |  |  |  |  |  |
|  |                                                                 |  |  |  |  |  |  |  |  |  |  |  |  |  |  |  |
|  | 5. Josefina de La Tour-du-Pin                                   |  |  |  |  |  |  |  |  |  |  |  |  |  |  |  |
|  |                                                                 |  |  |  |  |  |  |  |  |  |  |  |  |  |  |  |
|  |                                                                 |  |  |  |  |  |  |  |  |  |  |  |  |  |  |  |
|  | 22. José de Mónaco                                              |  |  |  |  |  |  |  |  |  |  |  |  |  |  |  |
|  |                                                                 |  |  |  |  |  |  |  |  |  |  |  |  |  |  |  |
|  |                                                                 |  |  |  |  |  |  |  |  |  |  |  |  |  |  |  |
|  | 11. Honorine de Mónaco                                          |  |  |  |  |  |  |  |  |  |  |  |  |  |  |  |
|  |                                                                 |  |  |  |  |  |  |  |  |  |  |  |  |  |  |  |
|  |                                                                 |  |  |  |  |  |  |  |  |  |  |  |  |  |  |  |
|  | 23. María Teresa de Choiseul                                    |  |  |  |  |  |  |  |  |  |  |  |  |  |  |  |
|  |                                                                 |  |  |  |  |  |  |  |  |  |  |  |  |  |  |  |
|  |                                                                 |  |  |  |  |  |  |  |  |  |  |  |  |  |  |  |
|  | 1. Aynard Guigues de Moreton, Marqués de Chabrillan             |  |  |  |  |  |  |  |  |  |  |  |  |  |  |  |
|  |                                                                 |  |  |  |  |  |  |  |  |  |  |  |  |  |  |  |
|  |                                                                 |  |  |  |  |  |  |  |  |  |  |  |  |  |  |  |
|  | 24. Manuel, VIII Duque de Croÿ                                  |  |  |  |  |  |  |  |  |  |  |  |  |  |  |  |
|  |                                                                 |  |  |  |  |  |  |  |  |  |  |  |  |  |  |  |
|  |                                                                 |  |  |  |  |  |  |  |  |  |  |  |  |  |  |  |
|  | 12. Augusto, IX Duque de Croÿ                                   |  |  |  |  |  |  |  |  |  |  |  |  |  |  |  |
|  |                                                                 |  |  |  |  |  |  |  |  |  |  |  |  |  |  |  |
|  |                                                                 |  |  |  |  |  |  |  |  |  |  |  |  |  |  |  |
|  | 25. Augusta Federica de Salm-Kyrburg                            |  |  |  |  |  |  |  |  |  |  |  |  |  |  |  |
|  |                                                                 |  |  |  |  |  |  |  |  |  |  |  |  |  |  |  |
|  |                                                                 |  |  |  |  |  |  |  |  |  |  |  |  |  |  |  |
|  | 6. Alfredo, X Duque de Croÿ                                     |  |  |  |  |  |  |  |  |  |  |  |  |  |  |  |
|  |                                                                 |  |  |  |  |  |  |  |  |  |  |  |  |  |  |  |
|  |                                                                 |  |  |  |  |  |  |  |  |  |  |  |  |  |  |  |
|  | 26. Juan Bautista de Rochechouart-Mortemart, Duque de Mortemart |  |  |  |  |  |  |  |  |  |  |  |  |  |  |  |
|  |                                                                 |  |  |  |  |  |  |  |  |  |  |  |  |  |  |  |
|  |                                                                 |  |  |  |  |  |  |  |  |  |  |  |  |  |  |  |
|  | 13. Ana de Rochechouart-Mortemart                               |  |  |  |  |  |  |  |  |  |  |  |  |  |  |  |
|  |                                                                 |  |  |  |  |  |  |  |  |  |  |  |  |  |  |  |
|  |                                                                 |  |  |  |  |  |  |  |  |  |  |  |  |  |  |  |
|  | 27. Ana Gabriela de Harcourt                                    |  |  |  |  |  |  |  |  |  |  |  |  |  |  |  |
|  |                                                                 |  |  |  |  |  |  |  |  |  |  |  |  |  |  |  |
|  |                                                                 |  |  |  |  |  |  |  |  |  |  |  |  |  |  |  |
|  | 3. Ana Francisca de Croÿ                                        |  |  |  |  |  |  |  |  |  |  |  |  |  |  |  |
|  |                                                                 |  |  |  |  |  |  |  |  |  |  |  |  |  |  |  |
|  |                                                                 |  |  |  |  |  |  |  |  |  |  |  |  |  |  |  |
|  | 28. Maximiliano de Salm-Salm                                    |  |  |  |  |  |  |  |  |  |  |  |  |  |  |  |
|  |                                                                 |  |  |  |  |  |  |  |  |  |  |  |  |  |  |  |
|  |                                                                 |  |  |  |  |  |  |  |  |  |  |  |  |  |  |  |
|  | 14. Constantino de Salm-Salm                                    |  |  |  |  |  |  |  |  |  |  |  |  |  |  |  |
|  |                                                                 |  |  |  |  |  |  |  |  |  |  |  |  |  |  |  |
|  |                                                                 |  |  |  |  |  |  |  |  |  |  |  |  |  |  |  |
|  | 29. Luisa de Hesse-Rheinfels-Rotenburg                          |  |  |  |  |  |  |  |  |  |  |  |  |  |  |  |
|  |                                                                 |  |  |  |  |  |  |  |  |  |  |  |  |  |  |  |
|  |                                                                 |  |  |  |  |  |  |  |  |  |  |  |  |  |  |  |
|  | 7. Leonor de Salm-Salm                                          |  |  |  |  |  |  |  |  |  |  |  |  |  |  |  |
|  |                                                                 |  |  |  |  |  |  |  |  |  |  |  |  |  |  |  |
|  |                                                                 |  |  |  |  |  |  |  |  |  |  |  |  |  |  |  |
|  | 30. Juan Francisco de Sternberg                                 |  |  |  |  |  |  |  |  |  |  |  |  |  |  |  |
|  |                                                                 |  |  |  |  |  |  |  |  |  |  |  |  |  |  |  |
|  |                                                                 |  |  |  |  |  |  |  |  |  |  |  |  |  |  |  |
|  | 15. María Walpurgis de Sternberg-Manderscheid                   |  |  |  |  |  |  |  |  |  |  |  |  |  |  |  |
|  |                                                                 |  |  |  |  |  |  |  |  |  |  |  |  |  |  |  |
|  |                                                                 |  |  |  |  |  |  |  |  |  |  |  |  |  |  |  |
|  | 31. Augusta Dorotea de Manderscheid                             |  |  |  |  |  |  |  |  |  |  |  |  |  |  |  |
|  |                                                                 |  |  |  |  |  |  |  |  |  |  |  |  |  |  |  |
|  |                                                                 |  |  |  |  |  |  |  |  |  |  |  |  |  |  |  |